# Джироламо Савонарола
Джироламо Савонарола (на италиански: Girolamo Maria Francesco Matteo Savonarola) е италиански свещеник от Ордена на доминиканците, който се установява във Флоренция в последните години на държавника Лоренцо де Медичи и играе разрушителна роля за града като център на ренесансовото изкуство.

## Биографични данни
Роден в семейство на благородници във Ферара или в Окиобело на 7 km от Ферара, Джироламо Савонарола получава образование в местния университет, където изучава Библията и трудовете на Тома Аквински и Аристотел. Бързо се проявява като остроумен и пламенен критик на клерикалното статукво, като само на 20 години пише първите си критични творби „De Ruina Mundi“ („За западането на света“) и „De Ruina Ecclesiae“ („За западането на църквата“) (1475 г.), в които нарича папската курия „горда, но фалшива уличница“.
Савонарола постъпва в Доминиканския орден през 1475 г. в Болоня. В този град той получава и значително школуване в ораторско майсторство. През 1490 г. брат Джироламо е изпратен от ордена си във Флоренция, която по-късно нарича „градът на моята съдба“.
Във Флоренция Савонарола започва да разпространява проповедите си, наситени с упреци против покварата на обществото, със заплахи срещу принцовете Медичи, срещу Рим и папата Александър VI (Родриго Борджия) и с пророчества за Края на дните. Савонарола проповядва, че християнството означава доброта, а не парадиране с богатства и разкош, той не желае война с Римската църква, а само да я очисти от покварата.
През 1494 г. френският крал Шарл VIII напада Флоренция и прогонва властващите там Медичи. Тогава настъпва звездният миг на Савонарола, който става управник на града и въвежда своеобразна форма на демократична република, наречена „Християнска и религиозна република“, обвързваща закона с християнския морал. Фанатизмът на Савонарола и неговите последователи достига своя апогей през 1497 г., когато е издигната Кладата на суетата. От врата на врата те събират всички предмети, свързани с моралния упадък – огледала, козметика, неприлични картини, езически книги, скулптури, настолни игри, шахматни дъски, музикални инструменти, красиви дрехи, дамски шапки, творбите на „неморални“ поети – и ги изгарят на огромна клада на Пиаца дела Синьория (Piazza della Signoria) във Флоренция. Много прекрасни ренесансови произведения на изкуството, включително картини на Ботичели, са загубени завинаги.
Флоренция скоро се уморява от Савонарола заради жалкото политическо и икономическо положение на града. Народът се разбунтува и папа Александър VI не закъснява да се възползва. На 13 май 1497 г. той отлъчва Савонарола от църквата, а през 1498 г. изисква неговия арест и екзекуция. Избухват безредици, но най-накрая доминиканецът се предава и са му повдигнати обвинения в ерес, антидържавна дейност и религиозни прегрешения. След дълъг период на изтезание Савонарола е принуден да подпише пълни признания и на 23 май той и последователите му са изгорени на клада като еретици на Пиаца дела Синьория – точно там, където те издигнали Кладата на суетата предната година.